# Den tredje makten
Den brittiska TV-serien med samma namn hittas på Den tredje makten (TV-serie)
Den tredje makten (danska: Kongekabale) är en dansk film från 2004.

## Handling
Tre veckor innan folketingsvalet skadas Midterpartiets partiledare svårt i en bilolycka. Inom partiet utbryter en maktkamp mellan folketingsgruppen ledare Erik Dreier Jensen och partiordförande Lone Kjeldsen. Tidningen Dagbladets politiske reporter Ulrik Torp följer maktkampen och upptäcker att det finns en sammansvärjning som leder ända till landets blivande statsminister.

## Om filmen
Filmen hade dansk premiär den 1 oktober 2004 och svensk premiär den 6 maj 2005.

## Rollista
| Anders W. Berthelsen   | – Ulrik Torp         |
| Søren Pilmark          | – Erik Dreier Jensen |
| Nastja Arcel           | – Lone Kjeldsen      |
| Nicolas Bro            | – Henrik Moll        |
| Lars Mikkelsen         | – Peter Schou        |
| Ulf Pilgaard           | – Gunnar Torp        |
| Charlotte Munck        | – Mette Torp         |
| Lars Brygmann          | – Mads Kjeldsen      |
| Helle Fagralid         | – Signe Jonsen       |
| Jesper Langberg        | – Aksel Bruun        |
| Jens Jørn Spottag      | – Per Vestgaard      |
| Kurt Ravn              | – John Erhardsen     |
| Bjarne Henriksen       | – Bo Andersen        |
| Clara Maria Bahamondes | – Julie Torp         |
| Anders Nyborg          | – Hans Erik Kolt     |